# Gare de Nantua
La gare de Nantua est une ancienne gare ferroviaire française de la ligne de Bourg-en-Bresse à Bellegarde, située sur la commune de Nantua, dans le département de l'Ain en région Auvergne-Rhône-Alpes.
Elle est mise en service en 1882 par la Compagnie des Dombes et des chemins de fer du Sud-Est avant d'être rachetée en 1884 par la Compagnie des chemins de fer de Paris à Lyon et à la Méditerranée (PLM). Elle est fermée en 1990 par la Société nationale des chemins de fer français (SNCF).

## Situation ferroviaire
Établie à 480 mètres d'altitude, la gare de Nantua est située au point kilométrique (PK) 40,427 de la ligne de Bourg-en-Bresse à Bellegarde (voie unique), entre les gares fermée de La Cluse et des Neyrolles.

## Histoire
La station de Nantua est ouverte le 1er avril 1882, jour de l'ouverture du tronçon de La Cluse à Bellegarde qui fait partie de la ligne de Bourg-en-Bresse à Bellegarde, par la Compagnie des Dombes et des chemins de fer du Sud-Est. 
Elle devient une gare du réseau de la Compagnie des chemins de fer de Paris à Lyon et à la Méditerranée (PLM) le 1er janvier 1884, lors de la vente de la ligne par la Compagnie des Dombes.
Elle est devenue propriété de la SNCF lors de la nationalisation en 1938.
Le tronçon de La Cluse à Bellegarde de la ligne du Haut-Bugey a fermé en 1990 tout comme la gare ; ce tronçon, ni déposé, ni déclassé, est devenu la propriété de Réseau ferré de France (RFF) en 1997, année de création de cette entreprise. De septembre 2005 à décembre 2010, la ligne a connu d'importants travaux de restructuration (électrification, voie, signalisation, etc.) mais il n'a pas été décidé de rouvrir la gare aux voyageurs.
Elle est fermée aux voyageurs.

## Projet de réouverture
Il y a actuellement pour projet de rouvrir cette gare dans le cadre du prolongement de la ligne 6 du Léman Express, transfrontalier entre la France et la Suisse, en réalisant une ligne TER reliant Bellegarde-sur-Valserine à Bourg-en-Bresse, actuellement utilisée uniquement le TGV et ne pouvant être prise que depuis la gare TGV de Nurieux-Volognat.

## Patrimoine ferroviaire

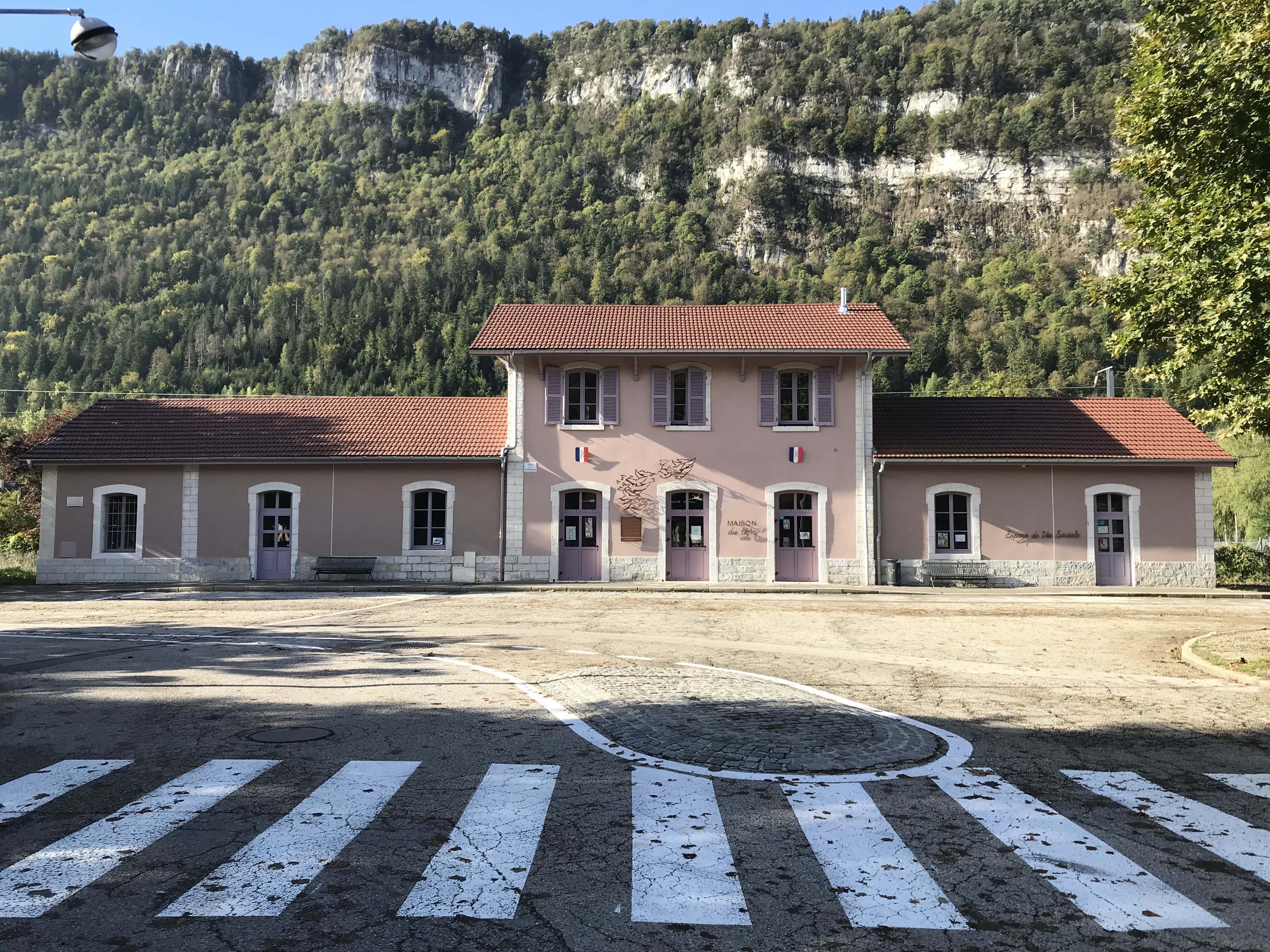
Le bâtiment de l'ancienne gare de Nantua en 2024, converti en espace de vie sociale.

L'ancien bâtiment voyageurs désaffecté du service ferroviaire est utilisé pour d'autres activités.